# فرانچسکو بلوتی
فرانچسکو بلوتی (ایتالیایی: Francesco Bellotti؛ زادهٔ ۶ اوت ۱۹۷۹) دوچرخه‌سوار اهل ایتالیا است.